# Đập Akosombo

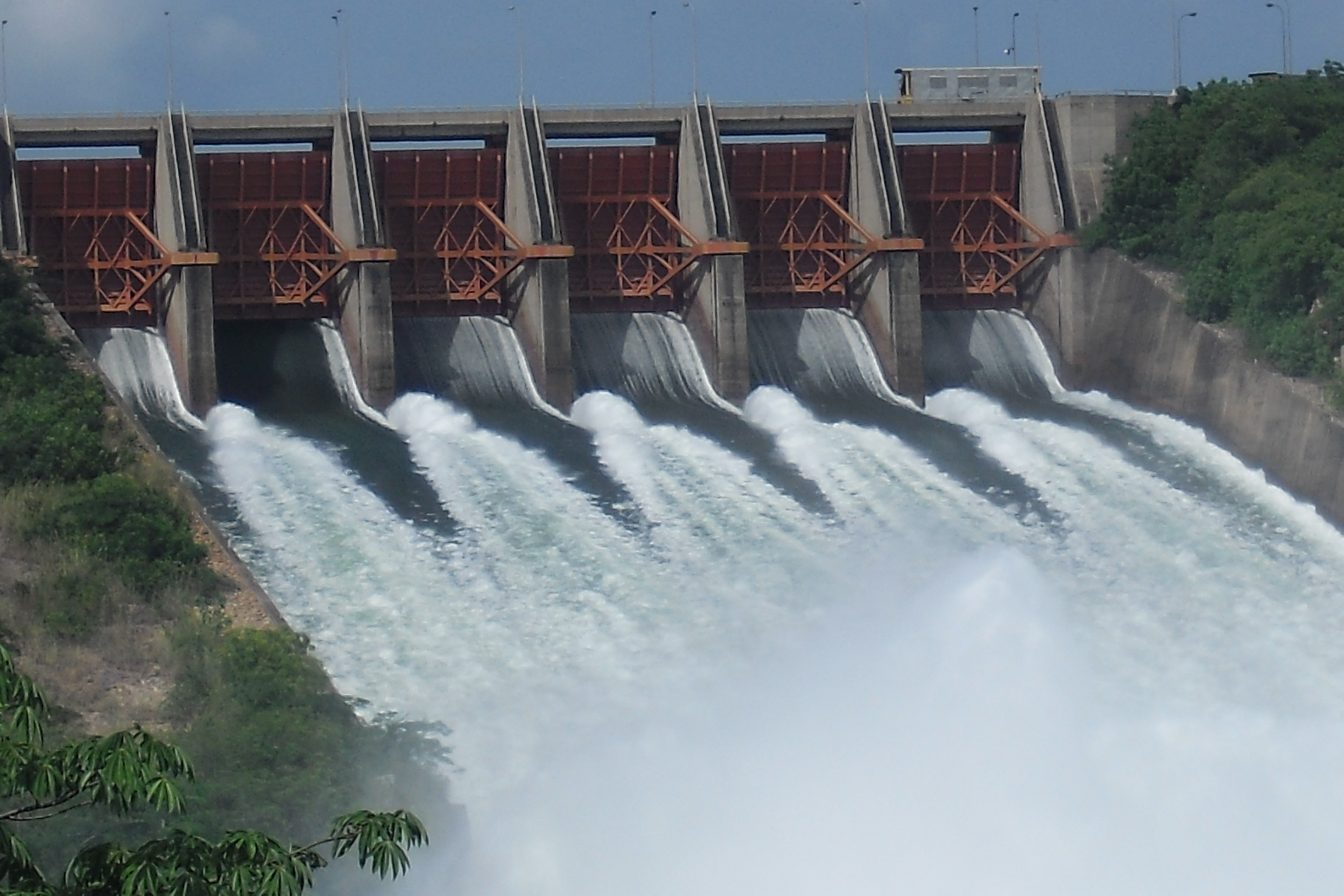
Các cửa xả tràn đập Akosombo

Đập Akosombo, hay còn được gọi là Dự án Thủy điện Akosombo, là một đập thủy điện trên sông Volta đông nam  Ghana.  Việc xây dựng đập đã làm ngập một phần lưu vực sông Volta,và góp phần hình thành nên hồ Volta. Hồ Volta là hồ nhân tạo có diện tích bề mặt lớn nhất thế giới,nó bao phủ trên diện tíc 8502 km vuông,chiếm 3,6% diện tích Ghana.Với lượng nước 148 km khối, hồ Volta là hồ nhân tạo có lượng nước lớn thứ 3 thế giới (hồ có lượng nước lớn nhất là hồ Kariba, nằm giữa 2 nước Zimbabwe và Zambia với lượng nước là 185 km khối.
Mục đích ban đầu của đập Akosombo là cung cấp điện cho ngành công nghiệp sản xuất nhôm. Đập Akosombo từng được gọi là " dự án đầu tư phát triển kinh tế lớn nhất Ghana" Công suất ban đầu là 912 megawatts,sau đó đã được nâng cấp lên 1020 megawats năm 2006.
Việc nước dâng trong hồ chứa Volta đã khiến nhiều người mất đất và ảnh hưởng nghiêm trọng đến môi trường tự nhiên.

## Lịch sử
Ý tưởng xây dựng đập được đưa ra từ năm 1915 bới nhà địa chất  Albert Ernest Kitson,nhưng chưa từng được lên kế hoạch cho tới những năm thập niên 1940. Việc xây đập được đề xuất từ năm 1949,nhưng vì không đủ kinh phí, công ty sản xuất Nhôm của Mỹ - Volta Aluminum Company (Valco) đã mượn tiền chính phủ Ghana để đập có thể được xấy dựng.  Kwame Nkrumah đã thông qua dự án thủy điện sông Volta.

## Xây dựng
Đập bắt đầu được xây dựng từ năm 1961 tới 1965. Việc xây dựng đạp được thực hiện bở chính phủ Ghana, và 25% vốn được tài trợ bởi Ngân hàng Thế giới, chính phủ Mỹ, và Vương quốc Anh.
Việc xây dựng đạp Akosombo dẫn đến làm ngập một phần lưu vực sông Volta, tạo nên hồ Volta - bao phủ 3,6% diện tích Ghana. Hồ Volta được hình thành từ 1962 đến 1966 dẫn đến phải di dời hơn 80.000 người, chiếm 1% dân số Ghana. Người dân của 700 ngôi làng đã được tái định cư thành 52 làng, việc tái định cư được thực hiện trong 2 năm trước khi việc xây dựng đập hoàn hành, việc tái định cư được giám sát bởi VRA..

## Thiết kế
Đập Akosombo dài 660 mét và cao 114 mét.Nó có chiều rộng cơ bản là 366 mét và khối lượng xây dựng là 7900000 mét khối. Hồ chứa được tạo bởi đập - hồ Volta,có sức chứa 148 km3 và diện tích bề mặt 8502 km vuông.hồ dài 400 km, mực nước cao nhất là 84,73 m. Ở phía đông của đập có 2 cửa xả với lưu lượng 34000 m3/s.

## Nhà máy điện Akosombo
Có 6 tổ máy công suất 170 MW mỗi tổ. Mỗi turbine được cung cấp nước qua đường ống dài 112 - 116 mét và đường kính ống 7,2 mét..